# Хауссман, Майкл
Майкл Ха́уссман (англ. Michael Haussman) — американский продюсер, режиссёр и клипмейкер, известный прежде всего своим триллером «Слепой горизонт» (англ. Blind Horizon, 2003).
Видеоклипы Хауссмана завоевали несколько наград, включая шесть MTV Video Music Awards и премию Нью-Йоркского музея современного искусства.
В 1997 году Хауссман снял фильм «Охота за носорогом в Будапеште» с Ником Кейвом в главной роли, премьера состоялась на фестивале «Сандэнс». В 2003 году на экраны вышел фильм «Слепой горизонт» с Сэмом Шепардом, Вэлом Килмером и Нив Кэмпбелл. В 2013 году на Венецианский кинофестивале прошёл премьерный показ короткометражного фильма The Audition, участвовавшего в конкурсной программе «Горизонты». Хауссман выставляется как художник.

## Избранная фильмография
- Край света (2021)
- Слепой горизонт (2003)
- The Last Serious Thing (2002)
- The Abandon 58 (2000)
- Optimistique-moi (2000)
- Охота за носорогом в Будапеште (1997)
- Take a Bow (1995)